# Armenia na Igrzyskach Europejskich 2015
Armenia na Igrzyskach Europejskich 2015 w Baku – grupa sportowców, którzy reprezentowali Armenię na Igrzyskach Europejskich 2015 w Baku. Kraj reprezentowało 25 sportowców biorących udział w 6 dyscyplinach.

## Medaliści
| Medal | Zawodnik          | Dyscyplina | Konkurencja              | Data       |
| ----- | ----------------- | ---------- | ------------------------ | ---------- |
|       | Migran Arutyunyan | Zapasy     | styl klasyczny, do 66 kg | 14 czerwca |

## Skład reprezentacji
| Dyscyplina  | Mężczyźni | Kobiety | Łącznie |
| ----------- | --------- | ------- | ------- |
| Boks        | 6         | 0       | 6       |
| Judo        | 2         | 1       | 3       |
| Sambo       | 2         | 1       | 3       |
| Strzelectwo | 2         | 0       | 1       |
| Taekwondo   | 1         | 0       | 1       |
| Zapasy      | 10        | 0       | 10      |
| Łącznie     | 23        | 2       | 25      |

## Wyniki

### Boks
| Zawodnik            | Kategoria                     | Runda 1         | Runda 1 | 1/8 finału       | 1/8 finału | Ćwierćfinał  | Ćwierćfinał | Półfinał   | Półfinał | Finał      | Finał | Poz. |
| Zawodnik            | Kategoria                     | Przeciwnik      | Wynik   | Przeciwnik       | Wynik      | Przeciwnik   | Wynik       | Przeciwnik | Wynik    | Przeciwnik | Wynik | Poz. |
| ------------------- | ----------------------------- | --------------- | ------- | ---------------- | ---------- | ------------ | ----------- | ---------- | -------- | ---------- | ----- | ---- |
| Mężczyźni           |                               |                 |         |                  |            |              |             |            |          |            |       |      |
| Artjom Aleksanjan   | Waga papierowa do 49 kg       | −               | −       | David Alaverdian | 0:3        | −            | −           | −          | −        | −          | −     |      |
| Narek Abgarjan      | Waga musza do 52 kg           | −               | −       | Nándor Csóka     | 2:1        | Viliam Tankó | 1:2         | −          | −        | −          | −     |      |
| Aram Awagjan        | Waga kogucia do 56 kg         | −               | −       | Stefan Iwanow    | 1:2        | −            | −           | −          | −        | −          | −     |      |
| Samwel Barseghjan   | Waga lekka do 60 kg           | −               | −       | Elian Dimitrow   | 3:0        | −            | −           | −          | −        | −          | −     |      |
| Howhannes Batschkow | Waga lekkopółśrednia do 64 kg | −               | −       | Wiktor Petrow    | 0:3        | −            | −           | −          | −        | −          | −     |      |
| Nikol Harutjunow    | Waga półciężka do 81 kg       | Jordan Kuliński | 0:3     | −                | −          | −            | −           | −          | −        | −          | −     |      |

### Judo
| Zawodnik             | Kategoria | Runda 1    | Runda 1 | Runda 2       | Runda 2   | 1/8 finału    | 1/8 finału | Ćwierćfinał        | Ćwierćfinał | Repasaż Półfinał   | Repasaż Półfinał | Półfinał   | Półfinał | Repasaż Finał | Repasaż Finał | Finał Walka o brąz | Finał Walka o brąz | Poz. |
| Zawodnik             | Kategoria | Przeciwnik | Wynik   | Przeciwnik    | Wynik     | Przeciwnik    | Wynik      | Przeciwnik         | Wynik       | Przeciwnik         | Wynik            | Przeciwnik | Wynik    | Przeciwnik    | Wynik         | Przeciwnik         | Wynik              | Poz. |
| -------------------- | --------- | ---------- | ------- | ------------- | --------- | ------------- | ---------- | ------------------ | ----------- | ------------------ | ---------------- | ---------- | -------- | ------------- | ------------- | ------------------ | ------------------ | ---- |
| Kobiety              |           |            |         |               |           |               |            |                    |             |                    |                  |            |          |               |               |                    |                    |      |
| Schanna Stankewitsch | do 52 kg  | −          | −       | Kelly Edwards | 0000-0011 | −             | −          | −                  | −           | −                  | −                | −          | −        | −             | −             | −                  | −                  |      |
| Mężczyźni            |           |            |         |               |           |               |            |                    |             |                    |                  |            |          |               |               |                    |                    |      |
| Howhannes Dawtjan    | do 60 kg  | −          | −       | −             | −         | Matjaž Trbovc | 0101-0001  | Francisco Garrigós | 0002-0001   | Ludovic Chammartin | 0000-0113        | −          | −        | −             | −             | −                  | −                  |      |
| Dawit Nikoghosjan    | do 73 kg  | −          | −       | Sagi Muki     | 000-100   | −             | −          | −                  | −           | −                  | −                | −          | −        | −             | −             | −                  | −                  |      |

### Sambo
Źródło:
| Kobiety           |          |   |   |                      |     |   |   |                    |     |   |   |                     |     |   |
| Sosse Balassanjan | do 52 kg | − | − | Anna Charitonowa     | 0:4 | − | − | −                  | −   | − | − | Magdalena Warbanowa | 0:2 | 4 |
| Mężczyźni         |          |   |   |                      |     |   |   |                    |     |   |   |                     |     |   |
| Tigran Kirakosjan | do 57 kg | − | − | Aimergen Atkunow     | 0:4 | − | − | −                  | −   | − | − | Uladzislau Burdz    | 1:3 | 4 |
| Aschot Danieljan  | do 90 kg | − | − | Valeri Meleaschevici | 4:0 | − | − | Andrej Kasussjonak | 1:3 | − | − | Radvilas Matukas    | 0:2 | 4 |

### Strzelectwo
Źródło:
| Zawodnik          | Klasa    | Konkurencja                             | Kwalifikacje | Kwalifikacje | Finał | Finał | Poz.  |   |
| Zawodnik          | Klasa    | Konkurencja                             | Pkt.         | Poz.         | Pkt.  | Poz.  | Poz.  |   |
| ----------------- | -------- | --------------------------------------- | ------------ | ------------ | ----- | ----- | ----- | - |
| Mężczyźni         |          |                                         |              |              |       |       |       |   |
| Norajr Arakeljan  | Pistolet | Pistolet dowolny 50 m                   | 535          | 28           | −     | −     | −     |   |
| Hratschik Babajan | Karabin  | Karabin pneumatyczny 10 m               | 629,3        | 1            | −     | −     | 143,3 | 5 |
| Hratschik Babajan | Karabin  | Karabin małokalibrowy trzy postawy 50 m | 1131         | 29           | −     | −     | −     |   |

### Taekwondo
Źródło:
| Zawodnik       | Konkurencja | 1/8 finału | 1/8 finału | Ćwierćfinał | Ćwierćfinał | Repasaż Półfinał | Repasaż Półfinał | Półfinał   | Półfinał | Repasaż Finał / Brązowy medal | Repasaż Finał / Brązowy medal | Finał      | Finał | Poz. |
| Zawodnik       | Konkurencja | Przeciwnik | Wynik      | Przeciwnik  | Wynik       | Przeciwnik       | Wynik            | Przeciwnik | Wynik    | Przeciwnik                    | Wynik                         | Przeciwnik | Wynik | Poz. |
| -------------- | ----------- | ---------- | ---------- | ----------- | ----------- | ---------------- | ---------------- | ---------- | -------- | ----------------------------- | ----------------------------- | ---------- | ----- | ---- |
| Arman Jeremjan | do 80 kg    | Yunus Sarı | 4:2        | Albert Gaun | 2:5         | Richard Ordemann | 4:8              | −          | −        | −                             | −                             | −          | −     |      |

### Zapasy
Źródło:
| Zawodnik                | Konkurencja | Runda 1                | Runda 1 | 1/8 finału                | 1/8 finału | Ćwierćfinał           | Ćwierćfinał | Półfinał        | Półfinał | Repasaż Ćwierćfinał | Repasaż Ćwierćfinał | Repasaż Półfinał | Repasaż Półfinał | Repasaż Finał      | Repasaż Finał | Finał         | Finał | Poz.   |
| Zawodnik                | Konkurencja | Przeciwnik             | Wynik   | Przeciwnik                | Wynik      | Przeciwnik            | Wynik       | Przeciwnik      | Wynik    | Przeciwnik          | Wynik               | Przeciwnik       | Wynik            | Przeciwnik         | Wynik         | Przeciwnik    | Wynik | Poz.   |
| ----------------------- | ----------- | ---------------------- | ------- | ------------------------- | ---------- | --------------------- | ----------- | --------------- | -------- | ------------------- | ------------------- | ---------------- | ---------------- | ------------------ | ------------- | ------------- | ----- | ------ |
| styl klasyczny mężczyzn |             |                        |         |                           |            |                       |             |                 |          |                     |                     |                  |                  |                    |               |               |       |        |
| Roman Amojan            | do 59 kg    | −                      | −       | João Carvalho             | 3:0        | Stepan Marjanjan      | 0:4         | −               | −        | −                   | −                   | Tobias Fonnesbek | 3:0              | Elman Muxtarov     | 1:4           | −             | −     | 4      |
| Mihran Harutjunjan      | do 66 kg    | Ismael Navarro Sánchez | 3:0     | Konstantin Stas           | 4:0        | Aleksandar Maksimović | 4:1         | Həsən Əliyev    | 3:1      | −                   | −                   | −                | −                | −                  | −             | Artjom Surkow | 0:3   | Srebro |
| Karapet Tschaljan       | do 75 kg    | Mark Madsen            | 0:4     | −                         | −          | −                     | −           | −               | −        | −                   | −                   | −                | −                | −                  | −             | −             | −     |        |
| Maksim Manukjan         | do 85 kg    | Artur Omarov           | 3:1     | Saman Tahmasebi           | 4:0        | Aleksandr Kazakevič   | 3:1         | Dschan Belenjuk | 1:4      | −                   | −                   | −                | −                | Metehan Başar      | 3:0           | −             | −     | 4      |
| Styl dowolny mężczyzn   |             |                        |         |                           |            |                       |             |                 |          |                     |                     |                  |                  |                    |               |               |       |        |
| Garik Barseghjan        | do 57 kg    | −                      | −       | Wladimir Dubow            | 3:0        | Yaşar Əliyev          | 1:3         | −               | −        | −                   | −                   | −                | −                | −                  | −             | −             | −     |        |
| Wolodja Franguljan      | do 61 kg    | −                      | −       | Hacı Əliyev               | 0:3        | −                     | −           | −               | −        | −                   | −                   | −                | −                | −                  | −             | −             | −     |        |
| Dawit Safarjan          | do 65 kg    | Dejan Mitrov           | 3:1     | Borislaw Nowatschkow      | 1:3        | −                     | −           | −               | −        | −                   | −                   | −                | −                | −                  | −             | −             | −     |        |
| Grigor Grigorjan        | do 74 kg    | −                      | −       | Kiril Tersiew             | 1:3        | −                     | −           | −               | −        | −                   | −                   | −                | −                | −                  | −             | −             | −     |        |
| Mussa Murtasaliew       | do 86 kg    | Ahmet Bilici           | 3:1     | Taimuraz Friev Naskidaeva | 3:1        | Sandro Aminaschwili   | 1:3         | −               | −        | −                   | −                   | −                | −                | −                  | −             | −             | −     |        |
| Lewan Berianidse        | do 125 kg   | −                      | −       | Chadschimurad Gazalow     | 3:1        | Aljaksej Schamarau    | 0:3         | −               | −        | −                   | −                   | Nick Matuhin     | 3:1              | Geno Petriaschwili | 0:3           | −             | −     | 4      |